# Zawonie
Zawonie – dawna wieś, obecnie na terenie Ukrainy, rejonu czerwonogrodzkiego obwodu lwowskiego. Leżała na skraju lasu na południowy wschód od Parchacza.
Zawonie jako samodzielna gmina jednostkowa powstały II Rzeczypospolitej 23 kwietnia 1930 z części obszaru gminy Sielec Bełzki. Od 1934 roku wieś należała do zbiorowej wiejskiej gminy Parchacz w powiecie sokalskim w woj. lwowskim. W związku z poprowadzeniem nowej granicy państwowej na Bugu i Sołokii, wieś wraz z całym obszarem gminy Parchacz znalazła się w Związku Radzieckim.
6 marca 1944 roku wioska przestała istnieć w wyniku pacyfikacji dokonanej przez Niemców i Ukraińców. Mężczyzn wywieziono do niemieckiego obozu koncentracyjnego Gross - Rosen, a kobiety do obozu w Ravensbrück. W latach 1944–1945 w niemieckich obozach oraz z rąk nacjonalistów ukraińskich z OUN - UPA zginęło łącznie 110 Polaków z Zawonia. Masakrę przeżył m.in. Władysław Dąbrowski, który wraz z krewnymi ukrywał Żydów (w 1994 roku uznany przez Instytut Jad Waszem za Sprawiedliwego wśród Narodów Świata).